# Grahovo Brdo
Grahovo Brdo este o localitate din comuna Sežana, Slovenia, cu o populație de 28 de locuitori.